# Koki Kiyotake
Koki Kiyotake (清武 功暉 Kiyotake Koki?), född 20 mars 1991 i Oita prefektur, är en japansk fotbollsspelare.
Kiyotake började sin karriär 2012 i Sagan Tosu. Efter Sagan Tosu spelade han för Roasso Kumamoto, JEF United Chiba och Tokushima Vortis.